# TBS火曜8時枠の連続ドラマ
TBS火曜8時枠の連続ドラマ（ティービーエス かようはちじわくのれんぞくドラマ）は、1975年10月から1987年9月（中断時期あり）までと、1989年10月から1992年9月までの2期に亘り、TBS系列で毎週火曜日20:00～20:54（1982年9月までは20:55）に放送されていたテレビドラマの枠である。

## 歴史
かつてTBS火曜20時枠は、『源氏鶏太シリーズ』（第1期。前半）や『サンヨーテレビ劇場』（後半）などといった「30分単発ドラマ」は放送したものの、その後は『TBS歌のグランプリ』などの1時間歌謡番組を継続していたため、「1時間連続ドラマ」の開始は極めて遅く、1975年3月31日の腸捻転解消から半年後の1975年10月からである。
1975年10月～1983年2月
- 1970年代から1980年代前半にかけて、TBSのゴールデンタイムは「ドラマのTBS」と呼ばれるほど1週間に10〜12本のテレビドラマ枠（54分）を擁した番組編成であり、特に1975年10月から1976年前半のプライムタイムには海外ドラマや時代劇も含めプライムタイムの3／4ほどにあたる16本（2014年現在は5本）も持っており、また「ケンちゃんシリーズ」や「ウルトラシリーズ」や「ブラザー劇場」のような30分枠のドラマも数本存在した。
- この時期のドラマは、主に木下恵介プロダクション（後の木下プロダクション、現在はドリマックス・テレビジョン）制作の作品が中心であり、サラリーマンを主軸とした青春ドラマが主流であった。その源流は、木曜22:00で放送された『木下恵介・人間の歌シリーズ』である。
- 開始してから1982年4月までは前述の後続枠ドラマのほか、火曜22時台にも海外ドラマが編成（ただし1976年6月から9月までは音楽番組『夜のデラックス りらっくす』で中断）、3連続で1時間ドラマが編成されていた。

1983年2月～1987年9月
- 1980年代中期には、東宝か大映テレビが制作した、少女を主人公にしたドラマが放送された。
- 東宝ドラマでは、1983年2月～3月に放送された『積木くずし〜親と子の200日戦争〜』が、社会現象になる大ヒットとなった。
- 『スチュワーデス物語』『不良少女とよばれて』『少女に何が起ったか』などの大映ドラマも話題を集めた。この枠の大映ドラマは、ヒロインとなる少女・対抗馬となる女性・キーパーソンとなる感情剥き出しの男性の三者を基軸にして、奇想天外なストーリーが展開するのが特徴的である。
- 1987年4月から半年間、火曜21時台ドラマのほかに、火曜19:30 - 20:00枠に30分ドラマ『ガキ大将がやってきた』が編成され、計3本、2時間半ものドラマが編成されていた。
- 同年秋の改編で、火曜21時台のドラマとともにドラマ枠は一旦消滅し、代わって月曜21時台にドラマ枠が移行した。

1989年10月～1992年9月
- 1989年10月に、月曜21時枠から本枠にドラマ枠を再移行させ、1992年9月まで3年間継続した。
- この時期は、制作会社は木下プロダクションや大映テレビなどであったが、新入社員を主人公にしたドラマが比較的多かった。
- 1992年10月以降、ドラマ枠は1時間繰り下げの火曜21時枠へと再移行し、1995年9月まで3年間継続された。
- それ以降火曜20時枠でのドラマ枠はなく、2025年6月現在は『バナナサンド』というバラエティ番組枠が放送されている。

## 主な作品リスト

### 1970年代
- 虹のエアポート（1975.10-1976.01）
- 事件ファイル110 甘ったれるな（1976.01-1976.04）制作:松竹
- 火曜日のあいつ（1976.04-1976.09） 制作:東宝
- 結婚するまで（1976.10-1977.03）
- 悪妻行進曲（1977.04-1977.06） 制作:木下恵介プロダクション
- すぐやる一家青春記（1977.07-1977.10） 制作:木下恵介プロダクション
- おおヒバリ!（1977.10-1978.05） 制作:木下恵介プロダクション
- やあ!カモメ（1978.06-1978.10）制作:木下恵介プロダクション
- アヒル大合唱（1978.10-1979.03） 制作:木下恵介プロダクション
- 男なら!（1979.04-1979.09） 制作:木下恵介プロダクション
- 青春諸君!（1979.10-1980.03） 制作:木下プロダクション

### 1980年代
- 青春諸君!夏（1980.04-1980.09） 制作:木下プロダクション
- 俺んちものがたり!（1980.10-1981.02）
- 絶唱（1981.03）
- 思えば遠くへ来たもんだ（1981.03-1981.04） 制作:木下プロダクション
- 春まっしぐら!（1981.04-1981.06）
- ぼくらの時代（1981.06-1981.09）
- 続・思えば遠くへ来たもんだ（1981.10-1981.11） 制作:木下プロダクション
- われら動物家族（1981.11-1982.03） 制作:木下プロダクション
- さよなら三角またきて四角（1982.04-1982.06）制作:テレパック
- はらぺこ同志（1982.07-1982.09） 制作:オフィス・ヘンミ
- 女7人あつまれば（1982.10-1983.02） 制作:オフィス・ヘンミ

ここから放送枠が20:00～20:54に変更（1分縮小）
- 積木くずし〜親と子の200日戦争〜（1983.02-1983.03） 制作:東宝
- 高校聖夫婦（1983.04-1983.09） 制作:大映テレビ
- スチュワーデス物語（1983.10-1984.03） 制作:大映テレビ
- 不良少女とよばれて（1984.04-1984.09） 制作:大映テレビ
- 転校少女Y（1984.10-1984.12） 制作:東宝
- 少女に何が起ったか（1985.01-1985.03） 制作:大映テレビ
- 乳姉妹（1985.04-1985.10） 制作:大映テレビ
- 禁じられたマリコ（1985.11-1986.01） 制作:東宝
- 遊びじゃないのよ、この恋は（1986.02-1986.06） 制作:大映テレビ
- 天使のアッパーカット（1986.06-1986.10） 制作:大映テレビ

1986年10月から1987年3月までは、バラエティ番組『ドキド欽ちゃんスピリッツ!!』が19:20～20:51の枠で、ミニ番組『ことばのプリズム』が20:51～20:54（19:58より移動）でそれぞれ編成されたため中断。
- ママはアイドル!（1987.04-1987.06）
- 時間ですよふたたび（1987.06-1987.08）制作：KANOX
- ぼくの姉キはパイロット!（1987.08-1987.09）

1987年10月から1989年9月までは前述の通り映画枠が編成されたため中断。

### 1989年～1992年
- 時間ですよ平成元年（1989.10-1989.12）制作：KANOX
- びんた（1990.01-1990.03）製作:AVEC、TIXE
- トップスチュワーデス物語（1990.04-1990.06） 制作:大映テレビ
- 愛してるよ!先生（1990.07-1990.08） 制作：HORIX
- スクール・ウォーズ2（1990.09-1991.01）制作:大映テレビ
- ナースステーション（1991.01-1991.03） 制作：アズバーズ
- 熱血!新入社員宣言（1991.04-1991.06） 制作:木下プロダクション
- デパート!夏物語（1991.07-1991.09） 制作:大映テレビ
- 女子高生!キケンなアルバイト（1991.09）制作:東宝

1991年10月から1992年3月までは、オムニバスドラマありのトーク番組『鎌倉恋愛委員会』→『素敵な恋をしてみたい』を放送。
- 俺たちルーキーコップ（1992.04-1992.07） 制作:セントラル・アーツ
- 学校があぶない（1992.08-1992.09） 制作:木下プロダクション

## 特記事項
- 当時フジテレビ系列とのクロスネット局であった福島テレビ・テレビ山口の2局は、以下の対応が取られていた。
  - 1983年3月までTBS系列・フジテレビ系列とのクロスネット局であった福島テレビは、同時ネットで放送していたが、1983年4月のフジテレビ系列へのネットチェンジ（JNN脱退・FNN加盟）に伴い、『積木くずし〜親と子の200日戦争〜』を以って打ち切りとなった（打ち切り後は『火曜ワイドスペシャル』へ切り替えられ、直前番組であった『ぴったし カン・カン』は水曜19:00へ移動）。福島県における本枠の放送は、1983年12月にテレビユー福島開局に伴い、サービス放送期間中である11月29日放送の『スチュワーデス物語』第7話から放送を再開している。
  - 1987年9月までフジテレビ系列とのクロスネット局（FNSのみ加盟）であったテレビ山口は、1987年9月までは『火曜ワイドスペシャル』の同時ネットを放送していた関係で遅れネットで放送された（『ぴったし カン・カン』も同様に遅れネットで放送された）。1989年10月クールの『時間ですよ平成元年』以降はJNNフルネット局となったため同時ネットで放送した。
- 北陸放送は1984年の春改編でこれまで金曜夜8時に放送していた「太陽にほえろ!」（NTV）が枠移行したため、『スチュワーデス物語』を以って打ち切りとなった[2]。北陸放送における本枠の同時ネットは、1987年4月クールの『ママはアイドル!』から再開している。
- 『女子高生!キケンなアルバイト』は全3回の短期シリーズであるが、便宜上記載している。
- 当時の恒例改編期特番『4月だョ（10月だョ）!全員集合』→『春（秋）のスペシャル決定版・テレビまるごと大集合』→『クイズまるごと大集合』は、一部を除き火曜日に放送されていたため、本枠のドラマは改編期は最終週の1週前に放送を終わるのが多かった。